# Derby sévillan
Le Derby sévillan ou Derbi sevillano oppose le Séville FC et le Real Betis Balompié, deux clubs basés à Séville, capitale de l'Andalousie. 
Si le Betis a été le premier à accéder à la première division et à devenir champion d'Espagne, le Séville FC possède un palmarès plus garni que celui du Betis avec notamment 7 Ligue Europa remportées en 2006, 2007, 2014, 2015, 2016, 2020 et 2023.
L’événement le plus important entre les deux équipes andalouses est en Ligue Europa 2013-2014. En effet, le Séville FC et le Real Betis Balompié s'affrontent en huitième de finale. Après une défaite du Séville FC (défaite 0-2 à domicile), les blancs et rouges renverseront la vapeur grâce à des buts de Reyes et Bacca et s'imposeront aux tirs au but.

## Statistiques
| Compétitions      | Matches | Seville | Nuls | Betis |
| ----------------- | ------- | ------- | ---- | ----- |
| Première division | 108     | 50      | 27   | 31    |
| Deuxième division | 14      | 6       | 4    | 4     |
| Coupe du Roi      | 19      | 9       | 5    | 5     |
| Ligue Europa      | 2       | 1       | 0    | 1     |
| Total             | 143     | 66      | 36   | 41    |

## Meilleurs buteurs du Derby sévillan
| Joueur             | Club(s)             | Buts | Années              |
| ------------------ | ------------------- | ---- | ------------------- |
| Julio Cardenosa    | Real Betis Balompié | 6    | 1974-1985           |
| José Antonio Reyes | Séville FC          | 5    | 2000-2004/2012-2016 |
| Luis Aragonés      | Real Betis Balompié | 4    | 1961-1964           |
| Kevin Gameiro      | Séville FC          | 4    | 2013-2016           |
| Frédéric Kanouté   | Séville FC          | 4    | 2005-2012           |
| Alvaro Negredo     | Séville FC          | 3    | 2009-2013           |
| Ivan Rakitic       | Séville FC          | 3    | 2011-2014           |